# Жалківщина
Жалкі́вщина — село в Україні, у Березівській сільській громаді Шосткинського району Сумської області. Населення становить 4 осіб.

## Географія
Село Жалківщина розташоване на відстані 1.5 км від села Горіле.
По селу тече струмок, що пересихає із загатою.

## Історія
12 червня 2020 року, відповідно до розпорядження Кабінету Міністрів України № 723-р «Про визначення адміністративних центрів та затвердження територій територіальних громад Сумської області», село увійшло до складу Березівської сільської громади.
19 липня 2020 року, в результаті адміністративно-територіальної реформи та ліквідації Глухівського району, село увійшло до складу новоутвореного Шосткинського району.